# Grieghallen
Grieghallen je koncertna dvorana s 1500 sjedišta koja se nalazi na Trgu Edvarda Griega u Bergenu u Norveškoj.
Grieghallen je imenovan u počast Edvardu Griegu, skladatelju rođenom u Bergenu, koji je od 1880. do 1882. bio glazbeni direktor Bergenske filharmonije, kojemu je ta dvorana danas dom. Građevinu je u modernom stilu projektirao danski arhitekt Knud Munk. Gradnja je počela 1967., a službeno je završila u svibnju 1978. godine.

## Događaji
U Grieghallenu se svake godine izvode koncerti, baleti i operna djela. U dvorani se izvodi simfonijska i zborska glazba, jazz i pop-glazba. Grieghallen je također konferencijski i izložbeni centar. U njemu se održavaju seminari i predavanja, ali i međunarodni kongresi.
Godine 1986. u njemu se održala Pjesma Eurovizije, a svake godine u njemu se usred zime održava i natjecanje u kojem sudjeluju norveški izvođači limene glazbe. Grieghallen je također poznat i kao studio u black metal krugovima – nekoliko poznatijih norveških black metal albuma snimljeno je ondje; tonski majstor na tim albumima je Eirik Hundvin.